# Józef Bogusław Słuszka
Józef Bogusław Słuszka (1652-8 octobre 1701 à Cracovie), membre de la famille Słuszka, maître de chasse de Lituanie (pl) (1673), grand porte-étendard de Lituanie (pl) (1676), castellan de Vilnius et maréchal de la Cour de Lituanie (pl) (1683), hetman de Lituanie (1685), 

## Sources
- Notices d'autorité :   - VIAF
  - ISNI
  - Pologne
  - NUKAT

- (pl) Cet article est partiellement ou en totalité issu de l’article de Wikipédia en polonais intitulé « Józef Bogusław Słuszka » (voir la liste des auteurs).